# Brentwood (Tennessee)
Brentwood es una ciudad ubicada en el condado de Williamson en el estado estadounidense de Tennessee. En el Censo de 2010 tenía una población de 37060 habitantes y una densidad poblacional de 347,07 personas por km².

## Geografía
Brentwood se encuentra ubicada en las coordenadas 35°59′35″N 86°46′28″O / 35.99306, -86.77444. Según la Oficina del Censo de los Estados Unidos, Brentwood tiene una superficie total de 106.78 km², de la cual 106.67 km² corresponden a tierra firme y (0.11%) 0.11 km² es agua.

## Demografía
Según el censo de 2010, había 37060 personas residiendo en Brentwood. La densidad de población era de 347,07 hab./km². De los 37060 habitantes, Brentwood estaba compuesto por el 0.09% blancos, el 0% eran afroamericanos, el 0.16% eran amerindios, el 0% eran asiáticos, el 0.02% eran isleños del Pacífico, el 0.33% eran de otras razas y el 1.56% pertenecían a dos o más razas. Del total de la población el 2.12% eran hispanos o latinos de cualquier raza.